# Pallóc
Pallóc (szlovákul Paľovce) Tósnyárasd településrésze, korábban önálló település Szlovákiában, a Nagyszombati kerületben, a Galántai járásban.

## Fekvése
A Mátyusföldi település a Kisalföldön, Galántától 6 km-re délkeletre fekszik.

## Története
Írásos források 1138-ban említik először. A települést 1954-ben vagy 1955-ben Taksonyfalvától Tósnyárasdhoz csatolták.